# Слободан Божовић
Слободан Божовић (Краљево, 31. октобар 1979) је српски кошаркаш. Игра на позицији крилног центра.

## Клупска каријера
Играо је за Земун, Астра банку, Слогу и Ергоном пре него што је у марту 2004. дошао у Партизан. Са црно-белима је освојио два државна првенства. Касније је током каријере променио доста клубова, а у неколико наврата је играо за краљевачку Слогу. У првом делу сезоне 2015/16. играо је за Смедерево.

## Трофеји
- Партизан:
  - Првенство Србије и Црне Горе (2) : 2003/04, 2004/05.